# 詹易
詹易（?—?），安义人，清朝政治人物。同进士出身。
詹易曾于乾隆二十九年(1764年)接替段汝霖任建宁府知府一职，乾隆三十四年(1769年)由李致和接任。